# Stigand
|  | Per a altres significats, vegeu «Stigand de Selsey». |

Stigand (mort el 1072) fou un clergue anglès de l'Anglaterra de la preconquesta normanda. El 1020 ja tenia el càrrec de capellà i conseller reial. Fou nomenat bisbe d'Elmham el 1043, i posteriorment Bisbe de Winchester i Arquebisbe de Canterbury. Stigand fou el conseller de diversos membres de les dinasties reials angleses Anglosaxona i Normanda, al servei de sis reis successius. Fou excomunicat per diversos papes pel seu pluralisme, ocupant alhora les seus de Winchester i Canterbury. Fou finalment deposat el 1070, i les seves finques i fortuna personal foren confiscades per Guillem el Conqueridor. Stigand fou empresonat a Winchester, on morí sense haver recuperat la llibertat.